# Llista d'espècies de fòlcids (A-M)
Llista d'espècies de fòlcids, per ordre alfabètic, de la lletra A a la M, descrites fins al 21 de desembre de 2006.
- Per a més informació, vegeu la Llista d'espècies de fòlcids
- Per conèixer la resta d'espècies vegeu la Llista d'espècies de fòlcids (N-Z).

| Directori A B C E F G H I K L M |

## A

### Aetana
Aetana Huber, 2005
- Aetana fiji Huber, 2005 (Fiji)
- Aetana kinabalu Huber, 2005 (Borneo)
- Aetana omayan Huber, 2005 (Filipines)

### Anopsicus
Anopsicus Chamberlin & Ivie, 1938
- Anopsicus alteriae Gertsch, 1982 (Mèxic)
- Anopsicus banksi (Gertsch, 1939) (Illes Galápagos)
- Anopsicus beatus Gertsch, 1982 (Mèxic)
- Anopsicus bispinosus (Gertsch, 1971) (Mèxic)
- Anopsicus bolivari (Gertsch, 1971) (Mèxic)
- Anopsicus boneti Gertsch, 1982 (Mèxic)
- Anopsicus bryantae Gertsch, 1982 (Jamaica)
- Anopsicus ceiba Gertsch, 1982 (Hondures)
- Anopsicus chiapa Gertsch, 1982 (Mèxic)
- Anopsicus chickeringi Gertsch, 1982 (Panamà)
- Anopsicus chiriqui Gertsch, 1982 (Costa Rica, Panamà)
- Anopsicus clarus Gertsch, 1982 (Jamaica)
- Anopsicus concinnus Gertsch, 1982 (Costa Rica)
- Anopsicus covadonga Gertsch, 1982 (Mèxic)
- Anopsicus cubanus Gertsch, 1982 (Cuba)
- Anopsicus davisi (Gertsch, 1939) (Mèxic)
- Anopsicus debora (Gertsch, 1977) (Mèxic)
- Anopsicus definitus Gertsch, 1982 (Hondures)
- Anopsicus elliotti (Gertsch, 1971) (Mèxic)
- Anopsicus evansi (Gertsch, 1971) (Mèxic)
- Anopsicus exiguus (Gertsch, 1971) (Mèxic)
- Anopsicus facetus Gertsch, 1982 (Costa Rica)
- Anopsicus grubbsi Gertsch, 1982 (Mèxic)
- Anopsicus gruta (Gertsch, 1971) (Mèxic)
- Anopsicus hanakash (Brignoli, 1974) (Guatemala)
- Anopsicus iviei Gertsch, 1982 (Mèxic)
- Anopsicus jarmila Gertsch, 1982 (Jamaica)
- Anopsicus jeanae (Gertsch, 1977) (Mèxic)
- Anopsicus joyoa Gertsch, 1982 (Hondures)
- Anopsicus lewisi Gertsch, 1982 (Jamaica)
- Anopsicus limpidus Gertsch, 1982 (Jamaica)
- Anopsicus lucidus Gertsch, 1982 (Mèxic)
- Anopsicus malkini Gertsch, 1982 (Mèxic)
- Anopsicus mckenziei Gertsch, 1982 (Mèxic)
- Anopsicus mirabilis Gertsch, 1982 (Mèxic)
- Anopsicus mitchelli (Gertsch, 1971) (Mèxic)
- Anopsicus modicus Gertsch, 1982 (Mèxic)
- Anopsicus nebulosus Gertsch, 1982 (Jamaica)
- Anopsicus niveus Gertsch, 1982 (Mèxic)
- Anopsicus nortoni Gertsch, 1982 (Jamaica)
- Anopsicus ocote Gertsch, 1982 (Mèxic)
- Anopsicus palenque (Gertsch, 1977) (Mèxic)
- Anopsicus Panamà Gertsch, 1982 (Panamà)
- Anopsicus pearsei Chamberlin & Ivie, 1938 (Mèxic)
- Anopsicus pecki Gertsch, 1982 (Jamaica)
- Anopsicus placens (O. P.-Cambridge, 1896) (Mèxic)
- Anopsicus potrero Gertsch, 1982 (Mèxic)
- Anopsicus puebla Gertsch, 1982 (Mèxic)
- Anopsicus pulcher (Bryant, 1940) (Cuba)
- Anopsicus quatoculus Gertsch, 1982 (Jamaica)
- Anopsicus quietus (Gertsch, 1973) (Guatemala)
- Anopsicus reddelli Gertsch, 1982 (Mèxic)
- Anopsicus silvai Gertsch, 1982 (Cuba)
- Anopsicus silvanus Gertsch, 1982 (Belize)
- Anopsicus soileauae Gertsch, 1982 (Mèxic)
- Anopsicus speophilus (Chamberlin & Ivie, 1938) (Mèxic, Guatemala)
- Anopsicus tehuanus Gertsch, 1982 (Mèxic)
- Anopsicus tico Huber, 1998 (Costa Rica)
- Anopsicus troglodyta (Gertsch, 1971) (Mèxic)
- Anopsicus turrialba Gertsch, 1982 (Costa Rica)
- Anopsicus vinnulus Gertsch, 1982 (Mèxic)
- Anopsicus wileyae Gertsch, 1982 (Mèxic)
- Anopsicus zeteki (Gertsch, 1939) (Panamà)
- Anopsicus zimmermani Gertsch, 1982 (Jamaica)

### Artema
Artema Walckenaer, 1837
- Artema atlanta Walckenaer, 1837 (Pantropical, introduïda a Bèlgica)
- Artema doriai (Thorell, 1881) (Iran)
- Artema magna Roewer, 1960 (Afganistan)
- Artema transcaspica Spassky, 1934 (Àsia central)

### Aucana
Aucana Huber, 2000
- Aucana kaala Huber, 2000 (Nova Caledònia)
- Aucana paposo Huber, 2000 (Xile)
- Aucana petorca Huber, 2000 (Xile)
- Aucana platnicki Huber, 2000 (Xile)
- Aucana ramirezi Huber, 2000 (Xile)

### Aymaria
Aymaria Huber, 2000
- Aymaria calilegua Huber, 2000 (Perú, Bolívia, Argentina)
- Aymaria conica (Banks, 1902) (Illes Galápagos)
- Aymaria dasyops (Mello-Leitão, 1947) (Bolívia)
- Aymaria floreana (Gertsch & Peck, 1992) (Illes Galápagos)
- Aymaria insularis (Banks, 1902) (Illes Galápagos)
- Aymaria jarmila (Gertsch & Peck, 1992) (Illes Galápagos)
- Aymaria pakitza Huber, 2000 (Perú)

## B

### Belisana
Belisana Thorell, 1898
- Belisana airai Huber, 2005 (Illes Carolines)
- Belisana akebona (Komatsu, 1961) (Japó)
- Belisana amabilis (Paik, 1978) (Corea)
- Belisana ambengan Huber, 2005 (Bali)
- Belisana anhuiensis (Xu & Wang, 1984) (Xina)
- Belisana aninaj Huber, 2005 (Tailàndia)
- Belisana apo Huber, 2005 (Filipines)
- Belisana australis Huber, 2001 (Moluques, Territori del Nord, Queensland)
- Belisana banlakwo Huber, 2005 (Tailàndia)
- Belisana bantham Huber, 2005 (Tailàndia)
- Belisana benjamini Huber, 2005 (Sri Lanka)
- Belisana bohorok Huber, 2005 (Malàisia, Sumatra, Borneo)
- Belisana davao Huber, 2005 (Filipines, Borneo)
- Belisana dodabetta Huber, 2005 (Índia)
- Belisana doloduo Huber, 2005 (Sulawesi)
- Belisana erawan Huber, 2005 (Tailàndia)
- Belisana fiji Huber, 2005 (Fiji)
- Belisana floreni Huber, 2005 (Borneo)
- Belisana flores Huber, 2005 (Indonesia)
- Belisana forcipata (Tu, 1994) (Xina)
- Belisana fraser Huber, 2005 (Malàisia)
- Belisana freyae Huber, 2005 (Sumatra)
- Belisana gedeh Huber, 2005 (Java)
- Belisana gyirong Zhang, Zhu & Song, 2006 (Xina)
- Belisana hormigai Huber, 2005 (Tailàndia)
- Belisana inthanon Huber, 2005 (Tailàndia)
- Belisana jimi Huber, 2005 (Nova Guinea)
- Belisana junkoae (Irie, 1997) (Taiwan, Japó)
- Belisana kaharian Huber, 2005 (Borneo)
- Belisana kendari Huber, 2005 (Sulawesi)
- Belisana ketambe Huber, 2005 (Tailàndia, Sumatra)
- Belisana keyti Huber, 2005 (Sri Lanka)
- Belisana khaosok Huber, 2005 (Tailàndia)
- Belisana khaoyai Huber, 2005 (Tailàndia)
- Belisana khieo Huber, 2005 (Tailàndia)
- Belisana kinabalu Huber, 2005 (Borneo)
- Belisana leclerci Huber, 2005 (Tailàndia)
- Belisana leumas Huber, 2005 (Tailàndia)
- Belisana leuser Huber, 2005 (Tailàndia, Malàisia, Sumatra, Borneo)
- Belisana limpida (Simon, 1909) (Vietnam)
- Belisana mainling Zhang, Zhu & Song, 2006 (Xina)
- Belisana marena Huber, 2005 (Sulawesi)
- Belisana marusiki Huber, 2005 (Índia)
- Belisana nahtanoj Huber, 2005 (Sulawesi)
- Belisana nomis Huber, 2005 (Malàisia, Singapur)
- Belisana nujiang Huber, 2005 (Xina)
- Belisana phurua Huber, 2005 (Tailàndia)
- Belisana pianma Huber, 2005 (Xina)
- Belisana pranburi Huber, 2005 (Tailàndia)
- Belisana ranong Huber, 2005 (Tailàndia)
- Belisana ratnapura Huber, 2005 (Sri Lanka)
- Belisana rollofoliolata (Wang, 1983) (Xina)
- Belisana sabah Huber, 2005 (Borneo)
- Belisana sandakan Huber, 2005 (Malàisia, Sumatra, Borneo)
- Belisana sarika Huber, 2005 (Tailàndia)
- Belisana scharffi Huber, 2005 (Tailàndia)
- Belisana schwendingeri Huber, 2005 (Tailàndia)
- Belisana sepaku Huber, 2005 (Borneo)
- Belisana strinatii Huber, 2005 (Malàisia)
- Belisana sumba Huber, 2005 (Indonesia)
- Belisana tambligan Huber, 2005 (Java, Bali)
- Belisana tauricornis Thorell, 1898 (Myanmar)
- Belisana wau Huber, 2005 (Nova Guinea)
- Belisana yadongensis (Hu, 1985) (Xina)
- Belisana yanbaruensis (Irie, 2002) (Japó)
- Belisana yap Huber, 2005 (Illes Carolines)

### Blancoa
Blancoa Huber, 2000
- Blancoa guacharo Huber, 2000 (Veneçuela)
- Blancoa piacoa Huber, 2000 (Veneçuela)

### Bryantina
Bryantina Brignoli, 1985
- Bryantina coxana (Bryant, 1940) (Cuba)
- Bryantina incerta (Bryant, 1940) (Cuba)

### Buitinga
Buitinga Huber, 2003
- Buitinga amani Huber, 2003 (Tanzània)
- Buitinga asax Huber, 2003 (Tanzània)
- Buitinga buhoma Huber, 2003 (Uganda)
- Buitinga ensifera (Tullgren, 1910) (Tanzània)
- Buitinga globosa (Tullgren, 1910) (Tanzània)
- Buitinga griswoldi Huber, 2003 (Uganda)
- Buitinga kadogo Huber, 2003 (Tanzània)
- Buitinga kanzuiri Huber, 2003 (Congo)
- Buitinga kihanga Huber, 2003 (Tanzània)
- Buitinga kikura Huber, 2003 (Congo)
- Buitinga lakilingo Huber, 2003 (Tanzània)
- Buitinga mazumbai Huber, 2003 (Tanzània)
- Buitinga mbomole Huber, 2003 (Kenya, Tanzània)
- Buitinga mulanje Huber, 2003 (Malawi)
- Buitinga nigrescens (Berland, 1920) (Kenya, Tanzània)
- Buitinga ruhiza Huber, 2003 (Uganda)
- Buitinga ruwenzori Huber, 2003 (Congo, Uganda)
- Buitinga safura Huber, 2003 (Tanzània)
- Buitinga tingatingai Huber, 2003 (Tanzània)
- Buitinga uzungwa Huber, 2003 (Tanzània)

## C

### Calapnita
Calapnita Simon, 1892
- Calapnita phasmoides Deeleman-Reinhold, 1986 (Borneo)
- Calapnita phyllicola Deeleman-Reinhold, 1986 (Malàisia, Borneo, Sumatra)
- Calapnita subphyllicola Deeleman-Reinhold, 1986 (Filipines)
- Calapnita vermiformis Simon, 1892 (Malàisia fins a Sulawesi)

### Canaima
Canaima Huber, 2000
- Canaima arima (Gertsch, 1982) (Trinidad)
- Canaima merida Huber, 2000 (Veneçuela)

### Carapoia
Carapoia González-Sponga, 1998
- Carapoia brescoviti Huber, 2005 (Brasil)
- Carapoia crasto Huber, 2005 (Brasil)
- Carapoia fowleri Huber, 2000 (Guyana, Brasil)
- Carapoia genitalis (Moenkhaus, 1898) (Brasil)
- Carapoia ocaina Huber, 2000 (Perú, Brasil)
- Carapoia paraguaensis González-Sponga, 1998 (Veneçuela, Guyana, Brasil)
- Carapoia rheimsae Huber, 2005 (Brasil)
- Carapoia ubatuba Huber, 2005 (Brasil)
- Carapoia una Huber, 2005 (Brasil)

### Carupania
Carupania González-Sponga, 2003
- Carupania tarsocurvipes González-Sponga, 2003 (Veneçuela)

### Cenemus
Cenemus Saaristo, 2001
- Cenemus culiculus (Simon, 1898) (Seychelles)
- Cenemus mikehilli Saaristo, 2002 (Seychelles)
- Cenemus silhouette Saaristo, 2001 (Seychelles)

### Ceratopholcus
Ceratopholcus Spassky, 1934
- Ceratopholcus maculipes Spassky, 1934 (Àsia central)

### Chibchea
Chibchea Huber, 2000
- Chibchea aberrans (Chamberlin, 1916) (Perú)
- Chibchea abiseo Huber, 2000 (Perú)
- Chibchea araona Huber, 2000 (Bolívia, Xile)
- Chibchea elqui Huber, 2000 (Xile)
- Chibchea ika Huber, 2000 (Colòmbia)
- Chibchea malkini Huber, 2000 (Bolívia)
- Chibchea mapuche Huber, 2000 (Xile, Illa Juan Fernandez)
- Chibchea mateo Huber, 2000 (Perú)
- Chibchea mayna Huber, 2000 (Ecuador, Perú)
- Chibchea merida Huber, 2000 (Veneçuela)
- Chibchea picunche Huber, 2000 (Xile)
- Chibchea salta Huber, 2000 (Argentina)
- Chibchea silvae Huber, 2000 (Perú)
- Chibchea tunebo Huber, 2000 (Veneçuela)
- Chibchea uru Huber, 2000 (Perú)
- Chibchea valle Huber, 2000 (Colòmbia)

### Chisosa
Chisosa Huber, 2000
- Chisosa baja (Gertsch, 1982) (Mèxic)
- Chisosa diluta (Gertsch & Mulaik, 1940) (EUA)

### Ciboneya
Ciboneya Pérez, 2001
- Ciboneya antraia Huber & Pérez, 2001 (Cuba)
- Ciboneya nuriae Huber & Pérez, 2001 (Cuba)
- Ciboneya odilere Huber & Pérez, 2001 (Cuba)
- Ciboneya parva Huber & Pérez, 2001 (Cuba)

### Coryssocnemis
Coryssocnemis Simon, 1893
- Coryssocnemis aripo Huber, 2000 (Trinidad)
- Coryssocnemis callaica Simon, 1893 (Veneçuela)
- Coryssocnemis clara Gertsch, 1971 (Mèxic)
- Coryssocnemis discolor Mello-Leitão, 1918 (Brasil)
- Coryssocnemis faceta Gertsch, 1971 (Mèxic)
- Coryssocnemis guatopo Huber, 2000 (Veneçuela)
- Coryssocnemis iviei Gertsch, 1971 (Mèxic)
- Coryssocnemis lepidoptera Mello-Leitão, 1918 (Brasil)
- Coryssocnemis monagas Huber, 2000 (Veneçuela)
- Coryssocnemis occulta Mello-Leitão, 1918 (Brasil)
- Coryssocnemis simla Huber, 2000 (Trinidad)
- Coryssocnemis tigra Huber, 1998 (Hondures)
- Coryssocnemis viridescens Kraus, 1955 (El Salvador fins a Costa Rica)

### Crossopriza
Crossopriza Simon, 1893
- Crossopriza cylindrogaster Simon, 1907 (Guinea-Bissau)
- Crossopriza johncloudsleyi Deeleman-Reinhold & van Harten, 2001 (Iemen)
- Crossopriza lyoni (Blackwall, 1867) (Cosmopolita)
- Crossopriza nigrescens Millot, 1946 (Madagascar)
- Crossopriza pristina (Simon, 1890) (Iemen)
- Crossopriza semicaudata (O. P.-Cambridge, 1876) (Egipte)
- Crossopriza soudanensis Millot, 1941 (Mali, Burkina Faso)

## E

### Enetea
Enetea Huber, 2000
- Enetea apatellata Huber, 2000 (Bolívia)

## F

### Falconia
Falconia González-Sponga, 2003
- Falconia multidenticulata González-Sponga, 2003 (Veneçuela)

## G

### Galapa
Galapa Huber, 2000
- Galapa baerti (Gertsch & Peck, 1992) (Illes Galápagos)
- Galapa bella (Gertsch & Peck, 1992) (Illes Galápagos)

### Gertschiola
Gertschiola Brignoli, 1981
- Gertschiola macrostyla (Mello-Leitão, 1941) (Argentina)
- Gertschiola neuquena Huber, 2000 (Argentina)

### Guaranita
Guaranita Huber, 2000
- Guaranita goloboffi Huber, 2000 (Argentina)
- Guaranita munda (Gertsch, 1982) (Brasil, Argentina)
- Guaranita yaculica Huber, 2000 (Argentina)

## H

### Holocneminus
Holocneminus Berland, 1942
- Holocneminus multiguttatus (Simon, 1905) (Sri Lanka fins a Malàisia, Sulawesi)
- Holocneminus piritarsis Berland, 1942 (Samoa, Illes Australs, Illes Henderson)

### Holocnemus
Holocnemus Simon, 1873
- Holocnemus caudatus (Dufour, 1820) (Espanya, Sicília)
- Holocnemus hispanicus Wiehle, 1933 (Espanya)
- Holocnemus pluchei (Scopoli, 1763) (Mediterrani, introduïda a Europa central)

### Hoplopholcus
Hoplopholcus Kulczyn'ski, 1908
- Hoplopholcus Àsiaeminoris Brignoli, 1978 (Turquia)
- Hoplopholcus cecconii Kulczyn'ski, 1908 (Turquia, Israel, Lebanon)
- Hoplopholcus figulus Brignoli, 1971 (Grècia)
- Hoplopholcus forskali (Thorell, 1871) (Europa Oriental fins a Turkmenistan)
- Hoplopholcus labyrinthi (Kulczyn'ski, 1903) (Creta)
- Hoplopholcus longipes (Spassky, 1934) (Turquia, Rússia, Geòrgia)
- Hoplopholcus minotaurinus Senglet, 1971 (Creta)
- Hoplopholcus minous Senglet, 1971 (Creta)
- Hoplopholcus patrizii (Roewer, 1962) (Turquia)

### Ibotyporanga
Ibotyporanga Mello-Leitão, 1944
- Ibotyporanga diroa Huber & Brescovit, 2003 (Brasil)
- Ibotyporanga emekori Huber & Brescovit, 2003 (Brasil)
- Ibotyporanga naideae Mello-Leitão, 1944 (Brasil)
- Ibotyporanga ramosae Huber & Brescovit, 2003 (Brasil)

## I

### Ixchela
Ixchela Huber, 2000
- Ixchela abernathyi (Gertsch, 1971) (Mèxic)
- Ixchela furcula (F. O. P.-Cambridge, 1902) (Guatemala, Hondures, El Salvador)
- Ixchela pecki (Gertsch, 1971) (Mèxic)
- Ixchela placida (Gertsch, 1971) (Mèxic)
- Ixchela simoni (O. P.-Cambridge, 1898) (Mèxic)

## K

### Kaliana
Kaliana Huber, 2000
- Kaliana yuruani Huber, 2000 (Veneçuela)

### Kambiwa
Kambiwa Huber, 2000
- Kambiwa anomala (Mello-Leitão, 1918) (Brasil)
- Kambiwa neotropica (Kraus, 1957) (Brasil)

### Khorata
Khorata Huber, 2005
- Khorata bangkok Huber, 2005 (Tailàndia, Laos)
- Khorata jaegeri Huber, 2005 (Laos)
- Khorata khammouan Huber, 2005 (Laos)
- Khorata schwendingeri Huber, 2005 (Tailàndia)

## L

### Leptopholcus
Leptopholcus Simon, 1893
- Leptopholcus borneensis Deeleman-Reinhold, 1986 (Borneo)
- Leptopholcus brazlandia Huber, Pérez & Baptista, 2005 (Brasil)
- Leptopholcus dalei (Petrunkevitch, 1929) (Puerto Rico, Illes Verges)
- Leptopholcus debilis (Thorell, 1899) (Camerun)
- Leptopholcus delicatulus Franganillo, 1930 (Cuba)
- Leptopholcus dioscoridis Deeleman-Reinhold & van Harten, 2001 (Socotra)
- Leptopholcus evaluna Huber, Pérez & Baptista, 2005 (Veneçuela)
- Leptopholcus gracilis Berland, 1920 (Kenya)
- Leptopholcus guineensis Millot, 1941 (Guinea)
- Leptopholcus hispaniola Huber, 2000 (Hispaniola)
- Leptopholcus jamaica Huber, 2000 (Jamaica)
- Leptopholcus pataxo Huber, Pérez & Baptista, 2005 (Brasil)
- Leptopholcus sakalavensis Millot, 1946 (Madagascar)
- Leptopholcus signifer Simon, 1893 (Congo)
- Leptopholcus tanikawai Irie, 1999 (Japó)
- Leptopholcus tipula (Simon, 1907) (Gabon, Bioko)

### Litoporus
Litoporus Simon, 1893
- Litoporus aerius Simon, 1893 (Veneçuela)
- Litoporus agricola Mello-Leitão, 1922 (Brasil)
- Litoporus dimona Huber, 2000 (Brasil)
- Litoporus lopez Huber, 2000 (Colòmbia)
- Litoporus manu Huber, 2000 (Perú)
- Litoporus pakitza Huber, 2000 (Perú)
- Litoporus saul Huber, 2000 (Guaiana Francesa)
- Litoporus secoya Huber, 2000 (Colòmbia)
- Litoporus uncatus (Simon, 1893) (Amèrica)
- Litoporus yucumo Huber, 2000 (Bolívia)

## M

### Mecolaesthus
Mecolaesthus Simon, 1893
- Mecolaesthus arima Huber, 2000 (Trinidad)
- Mecolaesthus azulita Huber, 2000 (Veneçuela)
- Mecolaesthus cornutus Huber, 2000 (Veneçuela)
- Mecolaesthus hoti Huber, 2000 (Veneçuela)
- Mecolaesthus lemniscatus (Simon, 1894) (Saint Vincent)
- Mecolaesthus longissimus Simon, 1893 (Veneçuela)
- Mecolaesthus mucuy Huber, 2000 (Veneçuela)
- Mecolaesthus nigrifrons (Simon, 1894) (Saint Vincent)
- Mecolaesthus peckorum Huber, 2000 (Veneçuela)
- Mecolaesthus putumayo Huber, 2000 (Colòmbia)
- Mecolaesthus tabay Huber, 2000 (Veneçuela)
- Mecolaesthus taino Huber, 2000 (Guadalupe, Dominica)
- Mecolaesthus yawaperi Huber, 2000 (Brasil)

### Mesabolivar
Mesabolivar González-Sponga, 1998
- Mesabolivar argentinensis (Mello-Leitão, 1938) (Argentina)
- Mesabolivar aurantiacus (Mello-Leitão, 1930) (Amèrica)
- Mesabolivar aurantius (Mello-Leitão, 1940) (Brasil)
- Mesabolivar azureus (Badcock, 1932) (Paraguai)
- Mesabolivar banksi (Moenkhaus, 1898) (Brasil)
- Mesabolivar botocudo Huber, 2000 (Brasil)
- Mesabolivar brasiliensis (Moenkhaus, 1898) (Brasil)
- Mesabolivar cambridgei (Mello-Leitão, 1947) (Brasil)
- Mesabolivar ceruleiventris (Mello-Leitão, 1916) (Brasil)
- Mesabolivar cuarassu Huber, Brescovit & Rheims, 2005 (Brasil)
- Mesabolivar cyaneomaculatus (Keyserling, 1891) (Brasil)
- Mesabolivar cyaneotaeniatus (Keyserling, 1891) (Brasil)
- Mesabolivar cyaneus (Taczanowski, 1874) (Guaiana Francesa, Guyana)
- Mesabolivar difficilis (Mello-Leitão, 1918) (Brasil)
- Mesabolivar eberhardi Huber, 2000 (Trinidad, Colòmbia, Veneçuela, Perú, Brasil)
- Mesabolivar exlineae (Mello-Leitão, 1947) (Perú)
- Mesabolivar fluminensis (Mello-Leitão, 1918) (Brasil)
- Mesabolivar globulosus (Nicolet, 1849) (Xile, Argentina)
- Mesabolivar guapiara Huber, 2000 (Brasil)
- Mesabolivar huambisa Huber, 2000 (Perú, Ecuador)
- Mesabolivar huanuco Huber, 2000 (Perú)
- Mesabolivar iguazu Huber, 2000 (Brasil, Argentina)
- Mesabolivar junin Huber, 2000 (Perú)
- Mesabolivar levii Huber, 2000 (Brasil)
- Mesabolivar locono Huber, 2000 (Surinam, Guyana)
- Mesabolivar luteus (Keyserling, 1891) (Brasil, Argentina)
- Mesabolivar maxacali Huber, 2000 (Brasil)
- Mesabolivar nigridentis (Mello-Leitão, 1922) (Brasil)
- Mesabolivar paraensis (Mello-Leitão, 1947) (Brasil)
- Mesabolivar pseudoblechroscelis González-Sponga, 1998 (Veneçuela)
- Mesabolivar samatiaguassu Huber, Brescovit & Rheims, 2005 (Brasil)
- Mesabolivar simoni (Moenkhaus, 1898) (Brasil)
- Mesabolivar spinulosus (Mello-Leitão, 1939) (Brasil)
- Mesabolivar tandilicus (Mello-Leitão, 1940) (Argentina)
- Mesabolivar togatus (Keyserling, 1891) (Brasil)
- Mesabolivar xingu Huber, 2000 (Brasil)

### Metagonia
Metagonia Simon, 1893
- Metagonia amica Gertsch, 1971 (Mèxic)
- Metagonia argentinensis Mello-Leitão, 1945 (Brasil, Argentina)
- Metagonia asintal Huber, 1998 (Guatemala)
- Metagonia atoyacae Gertsch, 1971 (Mèxic)
- Metagonia auberti Caporiacco, 1954 (Guaiana Francesa)
- Metagonia belize Gertsch, 1986 (Guatemala, Belize)
- Metagonia bella Gertsch, 1986 (Mèxic)
- Metagonia bellavista Gertsch & Peck, 1992 (Illes Galápagos)
- Metagonia beni Huber, 2000 (Perú, Bolívia)
- Metagonia bicornis (Keyserling, 1891) (Brasil)
- Metagonia bifida Simon, 1893 (Brasil)
- Metagonia blanda Gertsch, 1973 (Guatemala, Hondures)
- Metagonia bonaldoi Huber, 2000 (Brasil)
- Metagonia candela Gertsch, 1971 (Mèxic)
- Metagonia capilla Gertsch, 1971 (Mèxic)
- Metagonia cara Gertsch, 1986 (Belize)
- Metagonia caudata O. P.-Cambridge, 1895 (EUA fins a Belize)
- Metagonia chiquita Gertsch, 1977 (Mèxic)
- Metagonia coahuila Gertsch, 1971 (Mèxic)
- Metagonia conica (Simon, 1893) (Veneçuela)
- Metagonia cuate Gertsch, 1986 (Mèxic)
- Metagonia debrasi Pérez & Huber, 1999 (Cuba)
- Metagonia delicata (O. P.-Cambridge, 1895) (Mèxic fins a Panamà)
- Metagonia duodecimpunctata Schmidt, 1971 (Ecuador)
- Metagonia faceta Gertsch, 1986 (Mèxic)
- Metagonia flavipes Schmidt, 1971 (Ecuador)
- Metagonia furcata Huber, 2000 (Brasil)
- Metagonia globulosa Huber, 2000 (Perú, Bolívia)
- Metagonia goodnighti Gertsch, 1977 (Mèxic)
- Metagonia guaga Gertsch, 1986 (Mèxic)
- Metagonia heraldica Mello-Leitão, 1922 (Brasil)
- Metagonia hitoy Huber, 1997 (Costa Rica)
- Metagonia hondura Huber, 1997 (Costa Rica)
- Metagonia iviei Gertsch, 1977 (Mèxic)
- Metagonia jamaica Gertsch, 1986 (Jamaica)
- Metagonia jarmila Gertsch, 1973 (Belize)
- Metagonia joya Gertsch, 1986 (Mèxic)
- Metagonia lancetilla Huber, 1998 (Hondures)
- Metagonia lepida Gertsch, 1986 (Mèxic)
- Metagonia lingua (Schmidt, 1956) (Colòmbia)
- Metagonia luisa Gertsch, 1986 (Mèxic)
- Metagonia maldonado Huber, 2000 (Perú, Bolívia)
- Metagonia mariguitarensis (González-Sponga, 1998) (Veneçuela, Brasil, Perú)
- Metagonia martha Gertsch, 1973 (Mèxic)
- Metagonia maximiliani Brignoli, 1972 (Mèxic)
- Metagonia maya Chamberlin & Ivie, 1938 (Mèxic)
- Metagonia mcnatti Gertsch, 1971 (Mèxic)
- Metagonia modesta Gertsch, 1986 (Mèxic)
- Metagonia modica Gertsch, 1986 (Guatemala)
- Metagonia nadleri Huber, 2000 (Brasil)
- Metagonia osa Gertsch, 1986 (Costa Rica)
- Metagonia oxtalja Gertsch, 1986 (Mèxic)
- Metagonia pachona Gertsch, 1971 (Mèxic)
- Metagonia Panamà Gertsch, 1986 (Panamà)
- Metagonia paranapiacaba Huber, Rheims & Brescovit, 2005 (Brasil)
- Metagonia petropolis Huber, Rheims & Brescovit, 2005 (Brasil)
- Metagonia placida Gertsch, 1971 (Mèxic)
- Metagonia puebla Gertsch, 1986 (Mèxic)
- Metagonia punctata Gertsch, 1971 (Mèxic)
- Metagonia pura Gertsch, 1971 (Mèxic)
- Metagonia quadrifasciata Mello-Leitão, 1926 (Brasil)
- Metagonia reederi Gertsch & Peck, 1992 (Illes Galápagos)
- Metagonia reventazona Huber, 1997 (Costa Rica, Panamà)
- Metagonia rica Gertsch, 1986 (Costa Rica, Panamà)
- Metagonia samiria Huber, 2000 (Perú)
- Metagonia secreta Gertsch, 1971 (Mèxic)
- Metagonia selva Gertsch, 1986 (Costa Rica)
- Metagonia serena Gertsch, 1971 (Mèxic)
- Metagonia striata Schmidt, 1971 (Guatemala)
- Metagonia strinatii (Brignoli, 1972) (Argentina)
- Metagonia suzanne Gertsch, 1973 (Mèxic)
- Metagonia talamanca Huber, 1997 (Costa Rica)
- Metagonia taruma Huber, 2000 (Guyana, Brasil)
- Metagonia tinaja Gertsch, 1971 (Mèxic)
- Metagonia tingo Huber, 2000 (Perú)
- Metagonia tlamaya Gertsch, 1971 (Mèxic)
- Metagonia torete Gertsch, 1977 (Mèxic)
- Metagonia toro Huber, 1997 (Panamà)
- Metagonia unicolor (Keyserling, 1891) (Brasil)
- Metagonia uvita Huber, 1997 (Costa Rica)
- Metagonia yucatana Chamberlin & Ivie, 1938 (Mèxic)

### Micromerys
Micromerys Bradley, 1877
- Micromerys daviesae Deeleman-Reinhold, 1986 (Queensland)
- Micromerys gidil Huber, 2001 (Queensland)
- Micromerys gracilis Bradley, 1877 (Territori del Nord, Queensland)
- Micromerys gurran Huber, 2001 (Queensland)
- Micromerys raveni Huber, 2001 (Queensland, Nova Gal·les del Sud)
- Micromerys wigi Huber, 2001 (Queensland)
- Micromerys yidin Huber, 2001 (Queensland)

### Micropholcus
Micropholcus Deeleman-Reinhold & Prinsen, 1987
- Micropholcus fauroti (Simon, 1887) (Pantropical, introduïda a Bèlgica)
- Micropholcus jacominae Deeleman-Reinhold & van Harten, 2001 (Iemen)

### Modisimus
Modisimus Simon, 1893
- Modisimus beneficus Gertsch, 1973 (Mèxic)
- Modisimus boneti Gertsch, 1971 (Mèxic)
- Modisimus bribri Huber, 1998 (Costa Rica, Panamà)
- Modisimus cahuita Huber, 1998 (Costa Rica)
- Modisimus caldera Huber, 1998 (Panamà)
- Modisimus cavaticus Petrunkevitch, 1929 (Puerto Rico)
- Modisimus chiapa Gertsch, 1977 (Mèxic)
- Modisimus chickeringi Gertsch, 1973 (Panamà)
- Modisimus coco Huber, 1998 (Costa Rica)
- Modisimus coeruleolineatus Petrunkevitch, 1929 (Puerto Rico)
- Modisimus concolor Bryant, 1940 (Cuba)
- Modisimus cornutus Kraus, 1955 (Hondures)
- Modisimus culicinus (Simon, 1893) (Amèrica, Congo, Hawaii, Illes Marshall, Seychelles)
- Modisimus david Huber, 1997 (Nicaragua, Panamà)
- Modisimus dilutus Gertsch, 1941 (Panamà)
- Modisimus dominical Huber, 1998 (Costa Rica)
- Modisimus elevatus Bryant, 1940 (Cuba)
- Modisimus elongatus Bryant, 1940 (Cuba)
- Modisimus femoratus Bryant, 1948 (Hispaniola)
- Modisimus fuscus Bryant, 1948 (Hispaniola)
- Modisimus glaucus Simon, 1893 (Hispaniola, Saint Vincent)
- Modisimus globosus Schmidt, 1956 (Colòmbia)
- Modisimus gracilipes Gertsch, 1973 (Guatemala)
- Modisimus guatuso Huber, 1998 (Nicaragua fins a Panamà)
- Modisimus guerrerensis Gertsch & Davis, 1937 (Mèxic)
- Modisimus inornatus O. P.-Cambridge, 1895 (Mèxic)
- Modisimus iviei Gertsch, 1973 (Mèxic)
- Modisimus ixobel Huber, 1998 (Guatemala)
- Modisimus maculatipes O. P.-Cambridge, 1895 (Mèxic)
- Modisimus madreselva Huber, 1998 (Costa Rica)
- Modisimus mckenziei Gertsch, 1971 (Mèxic)
- Modisimus mitchelli Gertsch, 1971 (Mèxic)
- Modisimus modicus (Gertsch & Peck, 1992) (Illes Galápagos)
- Modisimus montanus Petrunkevitch, 1929 (Puerto Rico)
  - Modisimus montanus dentatus Petrunkevitch, 1929 (Puerto Rico)
- Modisimus nicaraguensis Huber, 1998 (Nicaragua)
- Modisimus ovatus Bryant, 1940 (Cuba)
- Modisimus palenque Gertsch, 1977 (Mèxic)
- Modisimus pana Huber, 1998 (Guatemala)
- Modisimus pavidus Bryant, 1940 (Cuba)
- Modisimus pittier Huber, 1998 (Costa Rica, Panamà)
- Modisimus propinquus O. P.-Cambridge, 1896 (Mèxic)
- Modisimus pulchellus Banks, 1929 (Panamà)
- Modisimus pusillus Gertsch, 1971 (Mèxic)
- Modisimus rainesi Gertsch, 1971 (Mèxic)
- Modisimus reddelli Gertsch, 1971 (Mèxic)
- Modisimus sanvito Huber, 1998 (Costa Rica)
- Modisimus sarapiqui Huber, 1998 (Costa Rica)
- Modisimus selvanegra Huber, 1998 (Nicaragua)
- Modisimus sexoculatus Petrunkevitch, 1929 (Puerto Rico)
- Modisimus signatus (Banks, 1914) (Puerto Rico)
- Modisimus simoni Huber, 1997 (Veneçuela)
- Modisimus solus Gertsch & Peck, 1992 (Illes Galápagos)
- Modisimus texanus Banks, 1906 (EUA, Mèxic)
- Modisimus tortuguero Huber, 1998 (Costa Rica)
- Modisimus tzotzile Brignoli, 1974 (Mèxic)
- Modisimus vittatus Bryant, 1948 (Hispaniola)

### Mystes
Mystes Bristowe, 1938
- Mystes oonopiformis Bristowe, 1938 (Malàisia)